# Пен Вин (Пенсилванија)
Пен Вин (енгл. Penn Wynne) насељено је место без административног статуса у америчкој савезној држави Пенсилванија.

## Демографија
По попису из 2010. године број становника је 5.697, што је 315 (5,9%) становника више него 2000. године.
| Група             | 2000.         | 2010.         |
| Белци             | 4.868 (90,4%) | 4.486 (78,7%) |
| Афроамериканци    | 197 (3,7%)    | 413 (7,2%)    |
| Азијати           | 192 (3,6%)    | 543 (9,5%)    |
| Хиспаноамериканци | 67 (1,2%)     | 161 (2,8%)    |
| Укупно            | 5.382         | 5.697         |